# Su (kana)
す in hiragana o ス in katakana è un kana giapponese e rappresenta una mora. La sua pronuncia è [sɯ]. Talvolta può essere pronunciato solo [s].
| Forme                    | Rōmaji | Hiragana        | Katakana        |
| ------------------------ | ------ | --------------- | --------------- |
| Normale s- (さ行 sa-gyō) | su     | す              | ス              |
| Normale s- (さ行 sa-gyō) | suu sū | すう, すぅ すー | スウ, スゥ スー |
| dakuten z- (ざ行 za-gyō) | zu     | ず              | ズ              |
| dakuten z- (ざ行 za-gyō) | zuu zū | ずう, ずぅ ずー | ズウ, ズゥ ズー |

| swa   | すぁ   | スァ   |
| swi   | すぃ   | スィ   |
| (swu) | (すぅ) | (スゥ) |
| swe   | すぇ   | スェ   |
| swo   | すぉ   | スォ   |

| zwa   | ずぁ   | ズァ   |
| zwi   | ずぃ   | ズィ   |
| (zwu) | (ずぅ) | (ズゥ) |
| zwe   | ずぇ   | ズェ   |
| zwo   | ずぉ   | ズォ   |

### Hiragana

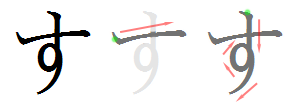
Stile di scrittura di す

### Katakana

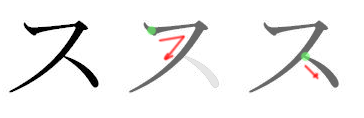
Stile di scrittura di ス